# ドラゴンズの歌
「ドラゴンズの歌」（ドラゴンズのうた）は、日本野球機構（NPB）のセントラル・リーグに属する中日ドラゴンズの旧球団歌である。作詞・小島清、補作・サトウハチロー、作曲・古関裕而。
球団歌としては、1950年（昭和25年）から1977年（昭和52年）まで使用された。本項では、制定時のSPレコードでB面に収録された愛唱歌「私のドラゴンズ」（わたしのドラゴンズ）についても解説する。

## 概要
中日ドラゴンズの前身に当たり、日本職業野球連盟に所属していた新愛知新聞社傘下の名古屋軍は1936年（昭和11年）の球団発足当初から「名古屋軍応援歌」を作成していた。そのため、この「名古屋軍応援歌」を初代の球団歌と定義する場合「ドラゴンズの歌」は2代目と言うことになるが、同楽曲に関連する資料が失われているためオーナー企業の中日新聞社を含め「1942年（昭和17年）に中日新聞社の前身2社（新愛知と名古屋新聞）が合併し、1948年（昭和23年）に球団名を“ドラゴンズ”に定めて以降の初代」として、この「ドラゴンズの歌」の方が「初代球団歌」ないし「球団初の応援歌」として扱われることがほとんどである。
同じく古関裕而が作曲した「阪神タイガースの歌」が「六甲おろし」、また3代目「巨人軍の歌」が「闘魂こめて」と歌い出しの部分を取った別名で呼ばれるのに準じて「ドラゴンズの歌」も「青雲たかく」、或いは「あおぐも」の別名で呼ばれることがある。
制定当時の楽譜は散逸しており、2020年（令和2年）につのだ☆ひろがイベントで歌唱した際はCD音源を基に採譜を行っている。発表当時のレコードは球団事務所、ナゴヤドームのいずれも所蔵していないが、2010年代以降は古関裕而作品を取り上げた各種のアルバムで頻繁に収録されるようになったのを始め、国立国会図書館の「歴史的音源」でもB面曲「私のドラゴンズ」と共に配信されている。日本コロムビアの管理楽曲であり、演奏に際しては専属開放申請が必要である。

## 作成経緯
1949年（昭和24年）秋に勃発した2リーグ分裂を受けてセントラル・リーグに属することになった中日ではリーグ初年を迎えるにあたって球団歌を作成することになり、同年1月25日付の中部日本新聞（以下「中日新聞」）1面に名古屋鉄道と連名で「ドラゴンズの歌」の歌詞を懸賞公募する旨の社告を掲載した。この社告では他に中日新聞の僚紙であった夕刊紙『名古屋タイムズ』が「女性向き」愛唱歌として「私のドラゴンズ」を中日・名鉄の「ドラゴンズの歌」と並行して懸賞公募する旨と、少年ファンクラブ「リトル・ドラゴンズ」の会員募集要項が掲載されている。この時点で既にコロムビアからのレコード発売で古関裕而が作曲を担当する旨を予告しており、歌唱者は「藤山一郎または伊藤久男」の予定とされていた。
審査結果は2月20日付の中日新聞1面に掲載され、応募総数は2953篇で名古屋市内からの応募作が入選、他に佳作として2篇が選定された。発表記事では審査委員として入選した歌詞の補作を行ったサトウについて「センチメントも加味した傑作で大のドラゴンズ・ファン」と紹介されていたが、19年後の1969年（昭和44年）には中日と同じセントラル・リーグのアトムズが選定した「アトムズマーチ」を手掛けている。歌唱者は前月の社告で候補に挙がっていた2名のうち、戦前に古関が作曲した巨人の初代球団歌「野球の王者」を歌唱した伊藤が起用された。また、B面曲で名古屋タイムズ社が選定した「私のドラゴンズ」（作詞：田中順二、補作：藤浦洸）も古関の作曲で、安西愛子が歌唱している。
「ドラゴンズの歌」が制定された1950年は2リーグ制元年と言うこともあり、中日以外にセントラル・リーグでは広島が初代「我れらのカープ」、パシフィック・リーグでは毎日が「わがオリオンズ」、東急が「東急フライヤーズの唄」、西鉄クリッパースが「西鉄野球団歌」、阪急が2代目の「阪急ブレーブスの歌」をそれぞれ制定した。このうち「東急フライヤーズの唄」は「ドラゴンズの歌」と同じく古関の作曲で、「西鉄野球団歌」はサトウが作詞している。

## その後
球団OBの権藤博は入団当時の1961年（昭和36年）頃に練習場や球場内で演奏されていた記憶があると述べる一方、1970年（昭和45年）入団の谷沢健一は聴いたことがないとしている。この間、1963年（昭和38年）には巨人が3代目球団歌「闘魂こめて」を制定しており、1リーグ時代から改題を経て継続使用している阪神と合わせてセントラル・リーグ6球団のうち半数の3球団、NPB全体では東急の後身に当たる東映を含めた4球団が古関の作曲による球団歌を使用する状況であった。

### 演奏実態消失
「ドラゴンズの歌」の演奏実態が消失した直接の契機は、中日が巨人のV9時代に終止符を打ち20年ぶりにリーグ優勝した1974年（昭和49年）にCBCラジオの企画から誕生した山本正之作詞・作曲の応援歌で、球団OBの板東英二が歌唱した「燃えよドラゴンズ!」が爆発的なヒットとなったこととされている。山本は2024年（令和6年）に中日スポーツのインタビューで「燃えよドラゴンズ!」が公式球団歌を凌駕する人気を獲得したことについて「球団歌を差し置いてなんて全く考えていませんでした。球団歌の作曲者は古関裕而先生。大好きで心から尊敬している先生なんです。古関先生と同じ中日ドラゴンズの歌に携われたことが今もものすごく幸せです」とコメントしているが、開幕戦で演奏される公式の球団歌は1978年（昭和53年）に「勝利の叫び」へと代替わりし「ドラゴンズの歌」はその役目を終えることになった。
また、同時に「女性向き」愛唱歌として作られたB面曲「私のドラゴンズ」は発売後に名古屋タイムズ社と親会社の中日新聞社が経営方針を巡って長く対立したなどの事情で早期に演奏されなくなった。その影響からか後述の『昇竜魂』を始めとする各種のコンピレーション・アルバムでも「私のドラゴンズ」は収録が見送られており、前述の国立国会図書館「歴史的音源」以外に試聴方法がない状態となっている。名古屋タイムズは2008年（平成20年）10月31日発行分を最後に休刊（事実上廃刊）し、発行元の名古屋タイムズ社は2009年（平成21年）を以て法人を解散した。

### 再評価
同じ作曲者の「六甲おろし」や「闘魂こめて」とは対照的に長らく忘れ去られた状態の「ドラゴンズの歌」であったが、2007年（平成19年）にキングレコードが球団創立70周年を記念して発売したアルバム『昇竜魂 〜ドラゴンズ70thメモリアルソングス〜』（KICS-1241〜1242）のディスク2でトラック1にコロムビアから原盤を借り受ける形で初めて収録され、30年ぶりに日の目を見ることになった。2009年（平成21年）には古関の生誕100周年記念企画としてコロムビアが発売した7枚組『国民的作曲家 古関裕而全集』（COZP-375〜381）のディスク6でトラック8に収録され、以降は古関作品を取り上げた各種のアルバムで頻繁に収録されるようになっている。
2015年（平成27年）には球団歌が開幕戦しか演奏機会の無かった「勝利の叫び」から「昇竜 -いざゆけ ドラゴンズ-」へ代替わりしたが、副題の部分は2代前の「ドラゴンズの歌」の一節から引用されている。
2020年（令和2年）に福島民報社が企画したベスト・アルバム『あなたが選んだ古関メロディーベスト30』（COCP-41121〜41122）の人気投票では「ドラゴンズの歌」が14位にランクインし、いずれも現役の球団歌である阪神の「六甲おろし」（6位）には及ばなかったものの巨人の「闘魂こめて」（21位）を抑える健闘を見せた。